# Diursó
Diursó (del ruso: Дюрсо) es un jútor de la unidad municipal de la ciudad de Novorosíisk del krai de Krasnodar, en el sur de Rusia. Está situado en la costa de la península de Abráu, en desembocadura del río Diursó en la orilla nororiental del mar Negro, 17 km al suroeste de Novorosíisk y 119 km al suroeste de Krasnodar, la capital del krai. Tenía 98 habitantes en 2010
Pertenece al municipio de Abráu-Diursó.

## Economía
Diursó es una localidad turística debido a sus playas y los montes de su alrededor.